# Чжан Янь
Чжан Янь (кит. упр. 张岩, пиньинь Zhang Yan; род. 10 мая 1992, Сыпин, Гирин) — китайская биатлонистка, член национальной сборной. Участница Олимпийских игр 2014 и 2018 годов. Чемпионка мира по летнему биатлону.

## Биография
В 2009 году юная биатлонистка стала двукратной Чемпионкой мира среди юниоров в канадском Канморе. Через три года китаянка впервые дебютировала на этапах Кубка мира. В одной из первых гонок заняла 16-е место в гонке преследования в Рупольдинге. По итогам дебютного сезона в Кубка мира Чжан Янь заняла 51-е место. В дальнейшем ее результаты стали ухудшаться.
В августе 2019 года спортсменка стала первой китаянкой, выигравшей золотую медаль на Чемпионате мира по летнему биатлону среди взрослых.

### Участие в Олимпийских играх
| Год  | Место проведения | Спринт | Гонка преследования | Индивидуальная гонка | Масс-старт | Эстафета | Смешанная эстафета |
| ---- | ---------------- | ------ | ------------------- | -------------------- | ---------- | -------- | ------------------ |
| 2014 | Сочи             | 48     | 52                  | 45                   | —          | 14       | —                  |
| 2018 | Пхёнчхан         | 38     | 45                  | 59                   | —          | —        | —                  |

## Результаты

### Кубок мира
- 2012/13 — 51-е место
- 2013/14 — 88-е место
- 2014/15 — очков не набирала
- 2015/16 — 66-е место
- 2016/17 — 79-е место
- 2017/18 — очков не набирала
- 2018/19 — 78-е место
- 2020/21 — очков не набирала
- 2021/22 — 78-е место